# Nordkoreanisches Reisetagebuch
Luise Rinsers 1981 als Taschenbuch erschienenes Nordkoreanisches Reisetagebuch ist ein Reisebericht, der auf einer Reise nach Nordkorea im Jahr 1980 beruht. Die aktualisierte Auflage von 1983 basiert auf zwei weiteren Reisen der Jahre 1981 und 1982. 1986 erschien eine sechste, ebenfalls aktualisierte Ausgabe. Ihre unkritische Darstellung des kommunistischen Regimes stieß vielfach auf Kritik und Unverständnis.

## Inhalt
Die Autorin beschreibt das streng abgeschottete Land als „Sozialismus mit menschlichem Antlitz“. In Nordkorea gebe es weder Entfremdung noch Verbrechen oder Armut. Die Menschen seien solidarisch, einfach, bescheiden und gut. Die Gesellschaft sei ein harmonisches, konfliktfreies Ganzes.
Trotz geäußerter anfänglicher Zweifel folgt sie der Darstellung ihrer nordkoreanischen Reisebegleiter, nach der es in dem Land keine Gefängnisse gebe, sondern nur „Erziehungshäuser“ ohne Fenstergitter oder verschlossene Türen, in welchen die Insassen die Dauer ihres Aufenthalts selbst bestimmten. Mord sei in dem fernöstlichen Land ein unbekanntes Verbrechen, politische Gefangene gebe es nicht.
Den obersten Machthaber Kim Il-sung beschreibt die Schriftstellerin als weisen, bescheidenen, gütigen und väterlichen Staatsmann. Der weltweit unerreichte Personenkult um den Staatsgründer beruhe nach Rinser ausschließlich auf den Wünschen des Volkes. Die dynastische Erbfolge zum designierten Nachfolger Kim Jong-il verteidigt Rinser mit der Feststellung, dieser habe tatsächlich Bedeutendes für das Land geleistet und sei daher einfach der Fähigste.
Besonders angetan zeigt sich die Autorin von der strengen „sozialistischen Moral“ der Nordkoreaner. Westliche „Dekadenz“ und insbesondere sexuelle Freizügigkeit verurteilt sie scharf. Anlass dazu gibt ihr die Begegnung mit einem Trupp sowjetischer Arbeiter. Eine Arbeiterin, die sich barbusig am Strand eines Sees sonnt, erscheint als Repräsentation westlicher Verkommenheit, die auch schon die Sowjetunion erfasst habe. Ihre nordkoreanischen Begleiter sind von dem Anblick zutiefst verstört.

## Weblink
- Auszüge aus dem Buch (Memento vom 31. August 2010 im Internet Archive)